# Дусаевщина (Копыльский район)
Дусаевщина (бел. Дусае́ўшчына) — деревня в Копыльском районе Минской области Беларуси. Входит в состав Копыльского сельсовета.

## География
Пролегает дорога Н-8578.
Ближайшие населённые пункты Подгорцы, Старый Копыль и др.

### Гидрография
Рядом ирригационный канал.

## История
До 24 мая 1960 года деревня входила в состав Старокопыльского сельсовета.

## Население

### Численность
- 2009 год — 469 жителей

### Динамика
- 2009 год — 469 жителей (перепись населения)[3]

## Экономика
- ОАО "Племенной завод Дусаевщина"[4]

## Инфраструктура
- Дзержинский детский сад

## Культура
- Дзержинский сельский клуб-библиотека

## Достопримечательность
- Курганный могильник Х — XII вв. в д. Дусаевщина (в урочище Клин, 16 курганов)
- Курганный могильник Х —  XII вв. в д. Дусаевщина (в урочище Змеинец, 12 курганов)
- Поклонный крест

### Памятник, скульптура
- Воинский мемориал[5]
- Памятник В. И. Ленину
- Бюст Ф. Дзержинскому
- Бюст Герою Н. В. Ромашко
- Мемориальная доска в честь воина-интернационалиста капитана В. Войтеховича. На здании государственного учреждения образования «Дзержинский детский сад».

## Галерея

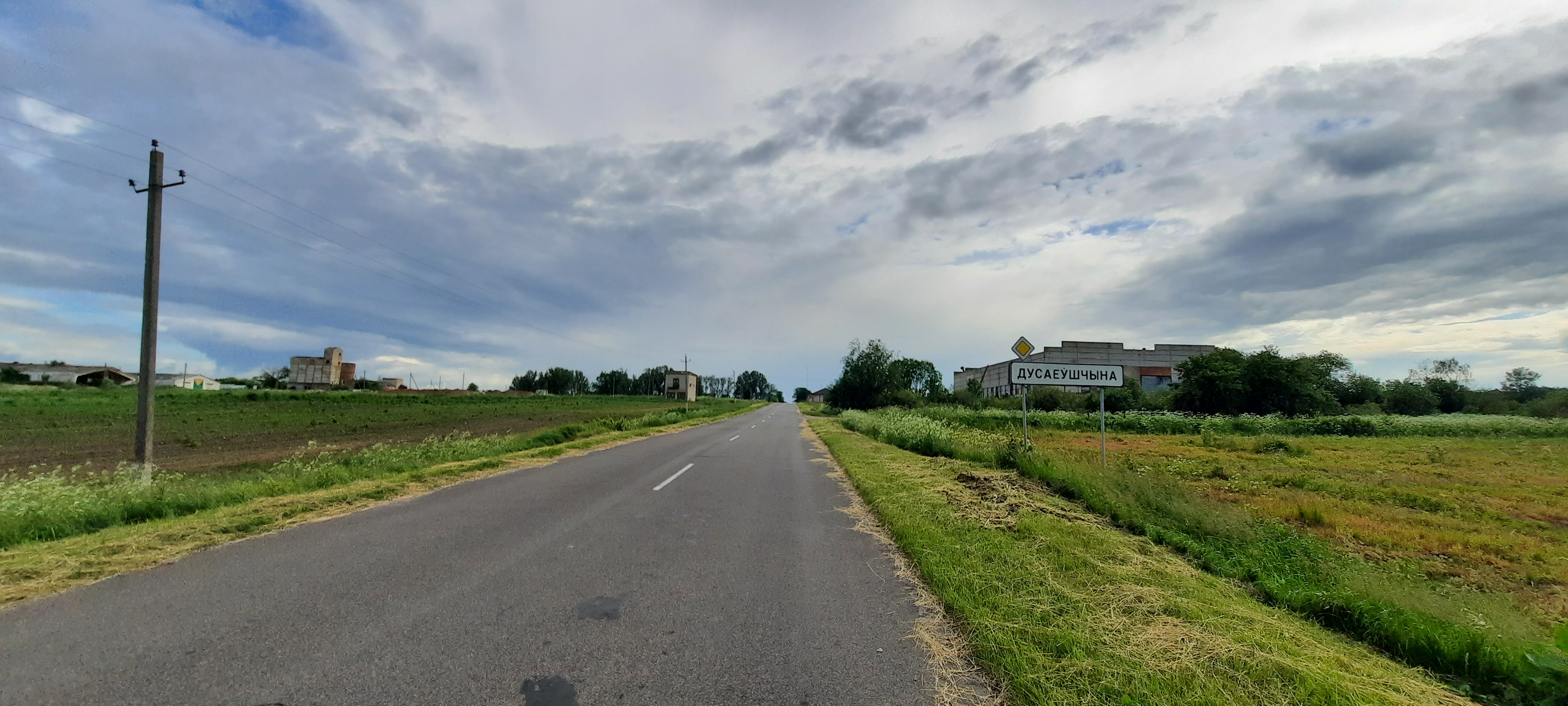
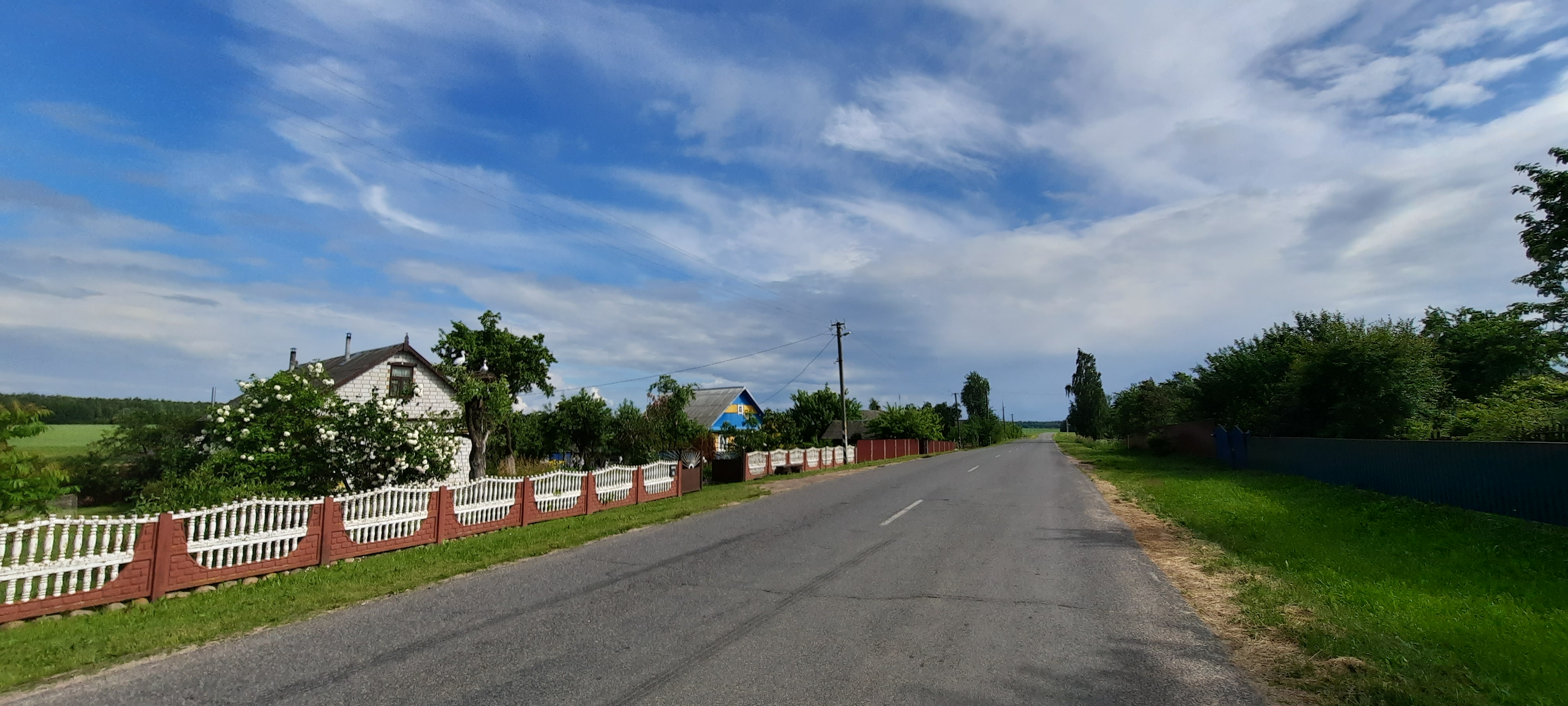
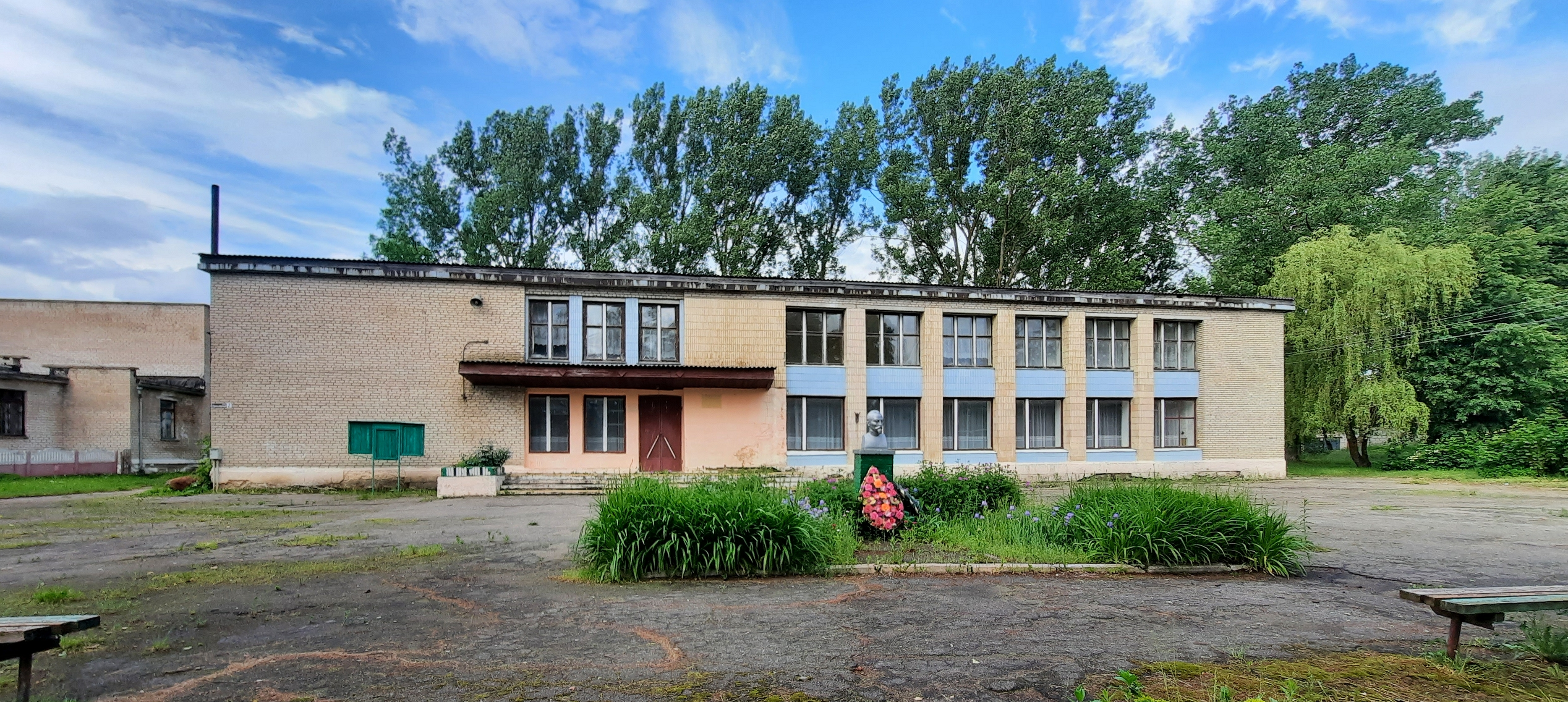
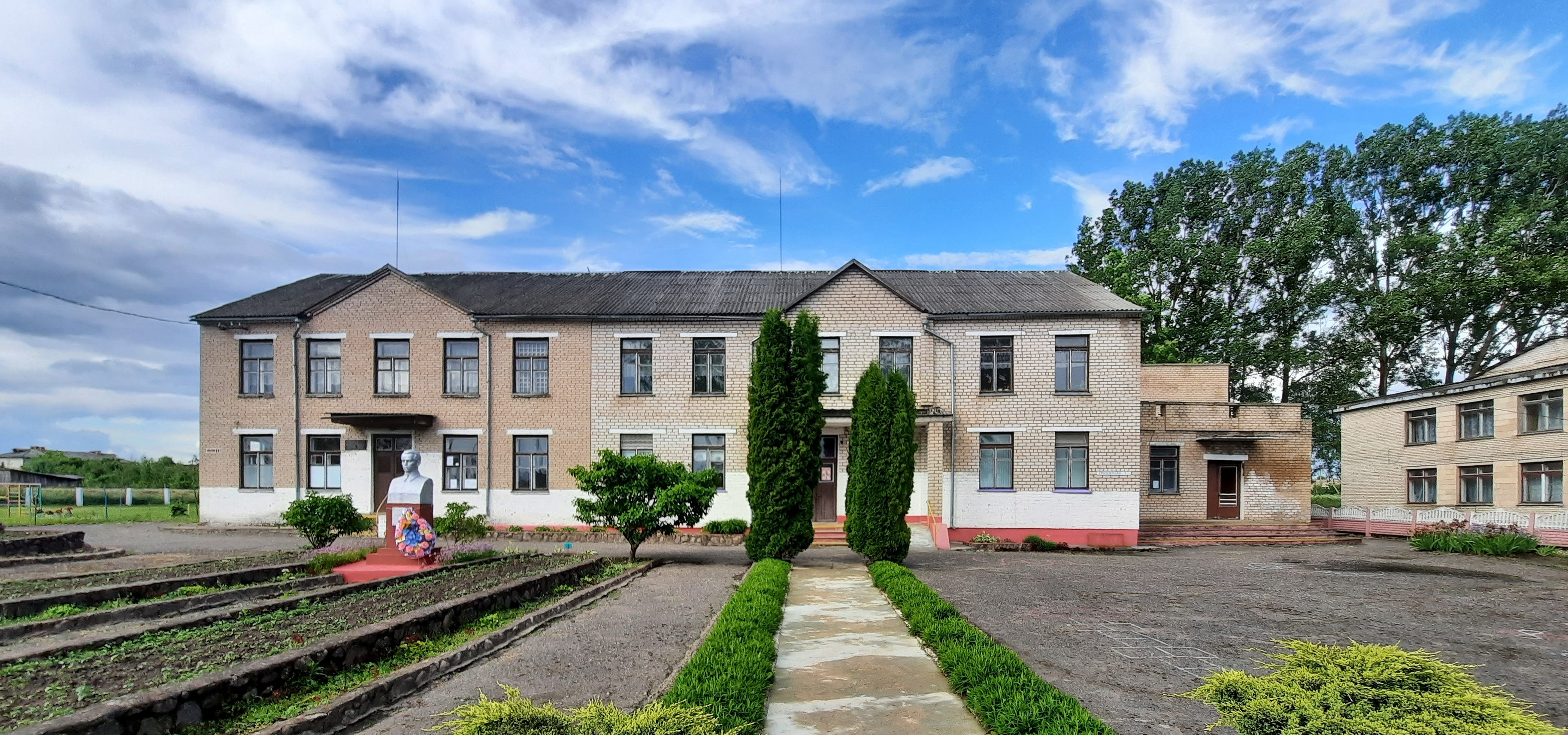

## Известные лица
- Князюк, Михаил Александрович (род. 1940) — белорусский советский государственный деятель.
- Петрович, Геннадий Владимирович (род. 1926) — белорусский певец. Заслуженный артист Беларуси.
- Ромашко, Николай Васильевич — советский военнослужащий, участник Великой Отечественной войны. Герой Советского Союза[6].